# 张景仁 (金朝)
张景仁（？—？），字寿甫，金朝辽西（今辽宁省西部）人。
张景仁开始官至翰林待制。海陵王贞元二年（1154年），试礼部进士，以“尊祖配天”为赋题，忤旨完颜亮。金世宗大定二年（1162年），宋与金议和，往复国书七封，都出自张景仁之手。金世宗称其博学，称赞他是“真能文之士”。大定五年（1165年）任翰林直学士。大定七年（1167年）改任侍讲，大定八年（1168年）任详读官，因为指出南宋国书的“邻”字太涉平易，被金世宗升任翰林学士兼同修国史。
一段時間後，金世宗召見張景仁令他讀陳言文字。皇上問：“典章制度有多少款？”張景仁輕率簡單，缺乏周密思考地回答說：“有二十多條。”又說：“其中如某條某條有十條可行，其餘的都是無所謂的。”第二天，金世宗召見景仁斥責他說：“卿昨日說可行的條款，朕看了，其中有些是不可行的。卿說無所謂的條款，其中卻有些是可行的。朕未曾讓卿分別可行與不可行，卿卻自做主張分可行不可行，這樣怎麼行呢？卿自己要從現在改正。”大定十年（1170年），張景仁兼任太常卿、學士同時依然修國史。後又轉任承旨、兼修國史。後又改任河南尹（治今河南省洛阳市）。大定二十一年（1181年），張景仁奉召出任御史大夫，仍然兼任承旨、修國史。
金世宗對張景仁說：“卿是一位博學老儒，要求像古代的御史大夫，然後行事，這樣才是稱職，不能像古代的普通人一樣，眾人不單獨譏誚卿，也會說朕不能知人善任。卿酒醉的時候很有輕脫失言之處，應當戒備酒後失言才好。”當初，朝中大臣們都說張景仁有文才技藝然而很輕率簡單，不能勝任台察。張景仁被詔做台察，即在台中治監察罪，就隨便看情況決定處罰。皇上聽說了這些，責問張景仁：“朕當初用卿當大夫，有人說不可以讓卿做這個官，現在果然不用舊日的典章制度，輕率簡單竟然像這樣。卿要自己謹慎，不然要罷黜處罰了！”張景仁叩頭謝恩。
不久，金世宗下詔把元妃李氏安葬在海王莊。平章政事烏古論元忠負責監控安葬元妃一事，都水監丞高杲壽治道路不合標準，烏古論元忠卻不上奏，張景仁決斷責打他四十大板，並上奏彈劾元忠妄自斷送他自己的六品官職責，沒有履行作為大臣的禮節。金世宗說：“卿的劾奏很恰當。”派左宣徽使蒲察鼎壽傳詔書訓戒元忠說：“監丞六品，有罪聞奏，現在是一切事趕忙辦，擅自決定處罰六品官，依法制應當像這樣做嗎？御史在朝廷受尊重，你應當自責，不要再發生類似事件！”烏古論元忠因為娶了豫國公主，依仗受寵任意專行，倨傲侮慢朝中人士。張景仁這樣上奏彈劾他，滿朝上下對張景仁肅然起敬。就在這一年，張景仁逝世。

## 延伸阅读
[在维基数据编辑]
 《金史·卷84》